# Handelingstheoretische geografie
Een handelingstheoretische benadering in de sociale geografie is gebaseerd op een handelingstheoretische benadering in de sociale wetenschappen in het algemeen. Binnen de sociale geografie komt deze benadering voort uit wat soms ook weleens de humanistische geografie genoemd wordt. De humanistische benadering binnen de sociale geografie is echter niet een coherente benadering, maar meer een nogal eclectisch samenraapsel van verschillende denkstromingen voortkomend uit de fenomenologische, existentialistische en humanistische filosofie. In een meer systematische wijze is deze handelingstheoretische benadering ontwikkeld door de Zwitserse geograaf, Benno Werlen, nu hoogleraar aan de Friedrich-Schiller-Universiteit in Jena, Duitsland. Daarna is deze benadering verder ontwikkeld in een meer taal-pragmatische basis door geografen zoals Wolfgang Zierhofer en Huib Ernste. De laatste is nu hoogleraar aan de Radboud Universiteit in Nijmegen.